# Jackie Pereira
Jacqueline Margaret (Jackie) Pereira (Perth, 29 oktober 1964) is een Australisch hockeyster. 
In 1994 werd Pereira wereldkampioen.
Pereira werd in 1988 en 1996 olympisch kampioen. 

## Erelijst
- 1986 - 6e Wereldkampioenschap hockey[1] in Amstelveen
- 1987 -  Champions Trophy Amstelveen
- 1988 –  Olympische Spelen in Seoel
- 1989 -  Champions Trophy Frankfurt
- 1990 –  Wereldkampioenschap in Sydney
- 1991 -  Champions Trophy Berlijn
- 1992 – 5e Olympische Spelen in Barcelona
- 1993 -  Champions Trophy Amstelveen
- 1994 –  Wereldkampioenschap in Dublin
- 1995 –  Champions Trophy in Mar del Plata
- 1996 –  Olympische Spelen in Atlanta